# پیچال‌پری

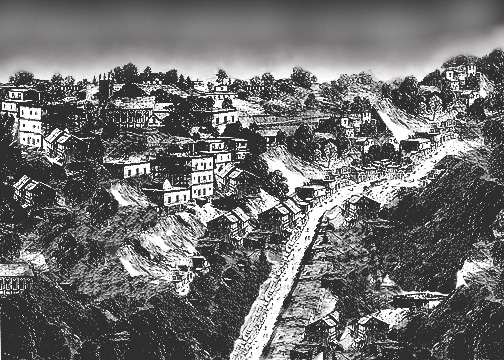
نقاشی خیالی از دامنه‌های هیمالیا در سال ۱۸۶۰

پیچال پَری نام یکی از موجودات تخیلی در هندوستان و پاکستان است.
در باور برخی از روستائیان دامنه‌های هیمالیا، پیچال‌پری زنی فراطبیعی و زیبا است که پاهای آن در جهت برعکس قرار دارد.
مردم بیشتر، پیچال پری‌ها را موجوداتی آسیب‌رسان می‌دانند.
بخش نخست واژه یعنی پیچال در هندی به معنی پیچیده و وارونه است بخش دوم واژه یعنی پری همان پری فارسی است.